# Xã Ludlow, Quận Washington, Ohio
Xã Ludlow (tiếng Anh: Ludlow Township) là một xã thuộc quận Washington, tiểu bang Ohio, Hoa Kỳ. Năm 2010, dân số của xã này là 328 người.